# 東大崎車站
東大崎車站 （日语：／ Higashi-ōsaki eki */?）是一由東日本旅客鐵道（JR東日本）所經營的鐵路車站，位於日本宮城縣大崎市，是JR東日本陸羽東線沿線的一個無人車站。東大崎車站位於JR東日本仙台支社的管轄範圍內，由古川車站負責管理。

## 車站結構
東大崎車站內設有一座側式月台一條乘車線，以水泥磚疊製成的簡易站房也兼用作候車室用途，內部設有公共廁所。站前有一面積不小的廣場，周遭有商店與住宅區。

## 相鄰車站
東日本旅客鐵道
■陸羽東線
西古川－東大崎－西大崎